# Институт культуры (платформа)
Институ́т культу́ры (бел. Інстытут культуры) — пассажирский железнодорожный остановочный пункт Минского отделения Белорусской железной дороги, расположенный на линии Минск — Барановичи и Минск — Орша между станцией Минск-Восточный и остановочный пунктом Столичный, административно и территориально относится к станции Минск-Сортировочный. Платформа находится в Минске, приблизительно в километре от станции Минск-Пассажирский, расположена между улицами Суражской и Могилёвской, рядом с Московской улицей и одноимённой станцией метро.

## История

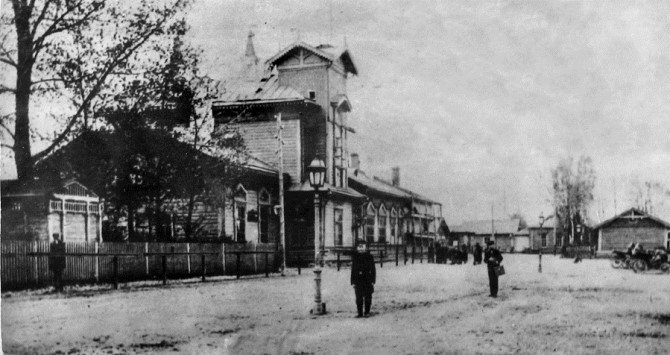
Брестский вокзал в Минске (1871 год)

Исторически, на месте нынешнего остановочного пункта располагался Брестский вокзал, который был заложен 23 августа 1870 года и торжественно открыт 16 ноября 1871 года, а с 28 ноября 1871 года введена в эксплуатацию станция в составе участка Осиновка — Минск — Брест Московско-Брестской железной дороги. Здание представляло собою деревянное здание с высокой башней. В мае 1912 года, в связи со 100-летним юбилеем войны 1812 года Московско-Брестская железная дорога была переименована в Александровскую, а вместе с ней был переименован и Брестский вокзал.
22 октября 1914 года губернский город впервые посетил российский император Николай II, транзитом, объезжая передовые позиции русской армии. По случаю этого события город украсили, дома, балконы, витрины, перекрестки улиц были увешаны национальными флагами, гирляндами зелени, транспарантами, цветными тканями, коврами, портретами императора и царского дома. С особым усердием было украшено снаружи и внутри здание Александровского (Брестского) вокзала. Зал 1-го класса, в котором должны были собраться депутации для встречи императора Николая II, устлана коврами и обставлена тропическими растениями и живыми цветами. В конце зала висел портрет Николая II в полный рост. Портрет был окутан материей национальных цветов и гирляндами зелени. От портрета полукругом были расставлены тропические растения, у подножия портрета живые цветы. В 10 часов утра подошел императорский поезд, которым прибыл Николай II.
В 1920 году здание вокзала было повреждено польскими оккупантами в ходе советско-польской войны, затем восстановлено. В 1928 году вокзал перестал принимать пассажиров, а здание сохранялось в законсервированном виде до начала Великой Отечественной войны, когда был разрушен немецкими бомбардировками. После войны здание не восстанавливалось. С 1930-х годов платформы бывшего вокзала используется как остановочный пункт для пригородных поездов.
31 декабря 1970 года остановочный пункт был электрифицирован переменным током (~25 кВ) в составе участка Минск—Пуховичи. 24 июня 1984 года в составе первой очереди открыта станция Минского метрополитена «Институт культуры». Выходы станции метро ведут к одноимённому железнодорожному остановочному пункту, к пригородным электропоездам Оршанского, Брестского и Осиповичского направления Белорусской железной дороги, главному корпусу Академии управления при Президенте Республики Беларусь и Белорусскому государственному университету культуры и искусств (в прошлом — Институт культуры и искусств).
В 2011 году принято решение о капитальной реконструкции остановочного пункта, который начался 20 августа 2013 года. Построены дополнительно две пассажирские платформы и крытый павильон. Чтобы не нарушать движение электропоездов во время строительных работ, остановочный пункт модернизировали в два этапа. На первом этапе модернизации подвергалась западная сторона платформы. При этом электропоезда со стороны станции Барановичи вместо Института Культуры перенаправили на станции Минск-Пассажирский и Минск-Северный. Второй этап реконструкции начался примерно 7 декабря 2013 года, когда всю технику из уже отстроенной западной части платформы перебросили на восточную часть. 29 марта 2014 года завершена реконструкция остановочного пункта, а уже на следующий день, 30 марта 2014 года, открыто регулярное движение пригородных поездов от обновленного остановочного пункта.

## Устройство
Остановочный пункт состоит из одной прямой боковой и одной островной платформы. Пассажирскими электропоездами используется два пути, всего через остановочный пункт проходят от 3-х до 5-и путей. Боковая платформа имеет длину 250 метров, островная — около 500 метров. Платформы соединены между собою подземным пешеходным переходом, там же расположены билетные кассы станции. Железнодорожные пути с обеих сторон ограждены забором, за исключением боковой платформы в направлении Барановичей.

## Пассажирское сообщение
От «Института культуры» ежедневно отправляются электропоезда региональных линий в барановичском, оршанском и осиповичском направлениях. В направлении станции Барановичи-Полесские отправляются восемь электропоездов (два — оборачиваются на станции Столбцы); в направлении станции Орша-Центральная следуют семь пригородных электричек (три из них оборачиваются на станции Борисов, по одному на станции Крупки и станции Жодино). По пятницам и выходным дням отправляется один электропоезд до станции Осиповичи I.
Ближайшие станции и остановочные пункты пригородных электропоездов — Минск-Южный, Минск-Восточный и Столичный. Обычно поезда разных направлений на остановочном пункте «Институт Культуры» отправляются или прибывают утром, такие как «Столбцы – Институт Культуры», «Институт Культуры – Столбцы», «Барановичи-Полесские – Институт Культуры».
Выходы с платформ производится на Суражскую, Московскую и Могилёвскую улицы. Платформы соединены посредством подземного перехода со станцией метро «Институт культуры», в непосредственной близости от платформы имеются остановочные пункты городского автобуса и троллейбуса.